# Лос Тобосос (Хименез)
Лос Тобосос (шп. Los Tobosos) насеље је у Мексику у савезној држави Чивава у општини Хименез. Насеље се налази на надморској висини од 1320 м.

## Становништво
Према подацима из 2005. године у насељу су живела 4 становника.

### Хронологија
| Година       | 2000 | 2005 |
| ------------ | ---- | ---- |
| Становништво | 7    | 4    |

### Попис
| # | Индикатор                        | Вредност |
| - | -------------------------------- | -------- |
| 1 | Укупно појединачних домаћинстава | 2        |